# محمد بن أبي بكر باعشن
محمد بن أبي بكر باعشن (1337 - 1438 هـ) فقيه وعالم ومربي، وإمام وخطيب مسجد الخير بحي الكندرة بجدة.

## نسبه
محمد بن أبي بكر بن عبد الله بن أبي بكر بن عبد الله بن سعيد بن محمد باعشن.

## مولده ونشأته
ولد في بضة إحدى قرى وادي دوعن بحضرموت سنة 1337 هـ، التي هاجر إليها جده عبد الله قادما من رباط باعشن. ثم هاجر محمد إلى مدينة جدة وهو في العاشرة من عمره، والتحق بمدارس الفلاح، وأدخل بعد اختباره إلى صف متقدم، وواصل الدراسة بها حتى تخرج من الصف العالي، الذي كان يسمى الكفاءة. كان مدير الفلاح وقتها الشيخ حسين عبد القادر مطر (ت 1360 هـ)، وهو معدود في أساتذته. كما درس على يدَي كل من: الشيخ عمر بكر حِفْني. والشيخ عبد الوهاب نشَّار، الثلاثة تولوا إدارة المدرسة على التوالي. ومن مقروءاته في الفلاح: متن «أبي شجاع» مع شرحه «ابن قاسم». ومتن «الجوهرة»، ثم متن كتاب «التوحيد». وكتاب «نور اليقين» للخضري، في السيرة النبوية. بالإضافة إلى مختارات من الحديث النبوي. كما انتفع بالقاضي محمد المرزوقي أبو حسين المكي، حضر دروسه بمسجد عكّاش، وكان السيد المرزوقي تولى القضاء في جدة مدة من الزمن، وطُلِب للتدريس في الفلاح. ومنهم الشيخ فيصل بن عبد العزيز المبارك (ت 1376 هـ) درس عليه كتاب «التوحيد».

## زيارته لحضرموت
مكث في جدة بعد تخرجه بضع سنوات، غادر بعدها إلى حضرموت، حوالي سنة 1360 هـ أو التي تليها لزيارة الأهل والأقارب ومعاهد الصبا ومسقط الرأس. ثم قصد مدينة العلم تريم، وأدرك بها عدداً من أهل العلم والفضل، أشهرهم شيخ رباط العلم عبد الله بن عمر الشاطري، أدركه أواخر عمره، ولم يطل مكثه في تريم، بل عاد إلى دوعن بعد قضاء أربه. وفي عام 1367 هـ أو العام الذي بعده، رجع المترجم له إلى جدة، واستقر بها من ذلك الحين وحتى وفاته.

## شيوخه
قال: «أنا إنما طلبت العلم في الحجاز، وأخذت عن شيوخ حضرموت بعد عودتي إليها، ولكن تفقهي وتعليمي كان في فلاح جدة»، أو قريباً من ذلك. فمن شيوخه وأساتذته في جدة ومكة:
- مدير مدارس الفلاح حسين عبد القادر مطر (ت 1360 هـ)
- عمر بكر حِفْني
- عبد الوهاب نشَّار، درس عليه السيرة النبوية في كتاب «نور اليقين» للخضري، ومتن «أبي شجاع» مع شرحه «ابن قاسم»
- محمد بن عبد الرحمن المرزوقي
- أحمد بن محمد الزهرة الدمياطي
- محمد حسين الفقيه
- سالم محمد أشرم (1327 - 1407 هـ)
- علي بن سالم العميري (ت 1375 هـ)
- محمد سرحان (والد حسين سرحان)
- فيصل بن عبد العزيز المبارك
- علوي بن عباس المالكي
- سالم بن أحمد بن جندان
- محمد المختار الشنقيطي

شيوخه في حضرموت ودوعن:
- عمر بن جعفر بن محمد بن حسين العطاس
- حسين بن حامد العطاس
- أحمد بن عبد الله خرد (ت 1407 هـ)
- محمد بن سالم بن هود العطاس
- عمر بن طاهر الحداد
- مصطفى المحضار
- علوي بن محمد المحضار
- عبد الله بن عمر الشاطري

## صفاته
عُرف الشيخ محمد باعشن، إماماً وخطيباً في مسجد طريق مكة، كان جهوري الصوت، ذا نغمة محببة في القراءة، يتلو كتاب الله على طريقة وأداء قراء حضرموت. وكان يطرز خطبه ومجالسه بمواعظ، خصوصاً توجيهاته الفقهية للمصلين، فكانت خطبه الجمعية عبارة عن دروس فقهية مكثفة، ولا يترك مناسبة دينية سنوية إلا ويذكر الناس بأحكامها وفضائلها. ولا ينسى المصلون خلفه تنبيهه على أمور مهمة يخل بها بعض المصلين قد تؤدي إلى بطلان صلاتهم. فما كان أحرصه على صحة عبادة وصلاة من يأتم به. وكان صريحاً، لا يحابي ولا يداهن. وكان مشهوراً بتمسكه بمعتمد مذهب إمامه الشافعي، فكان لا يترك الجهر بالبسملة، ولا القنوت في صلاة الفجر، ومن المواقف الطريفة التي يذكرها ملازمو مسجده، أن شخصاً محتسباً أتاه يوماً إلى المسجد، وكلمه أمام الناس عن إصراره على الجهر بالبسملة على خلاف السائد في مساجد جدة، فما كان منه إلا أن أجابه بجواب مسكت، ولم يعد الرجل بعدها إلى الإنكار. وكان كثيراً ما يرشد الناس إلى العمل بالسنة، ويعنف من يراه متهاوناً بها، فكان إذا ختم خطبته، وهمَّ بالنزول من على المنبر، يهبُّ بعض الناس وقوفاً استعداداًَ للصلاة، فكان يعنفهم، ويقول لهم: "قد خالفتم السنة. لا تقوموا إلا بعد إقامة الصلاة، اتركوا العجلة".
ومن أهم مزاياه، عصاميته، وشدة شكيمته، وقيامه في كل شئونه الخاصة بنفسه، فكان الناس إذا رأوه في الطريق حاملاً شيئاً من أغراضه الخاصة يتسابقون إلى حملها عنه، فيرفض البتة، ولا يمكن أحداً من حمل شيء مهما كان وزنه. كما كان يربي غنيمات في حوش منزله، يشرب من لبنها، ويأكل لحمها، ولا يشتري ذلك من السوق على الإطلاق. وكان يواسي أقاربه وذويه، ويراسل من بعد منهم ويتفقد أحوالهم. وكان يحج كل سنة إلى أواخر عمره، سيراً على قدميه، يطلع إلى عرفات في اليوم التاسع صائماً، ويفطر في عرفات، ثم يكمل حجه منفرداً، ولا يتقيد بحملات الحج، وربما يرافقه بعض جيران مسجده في بعض السنوات، ولم يتوقف عن الحج إلا في سنوات قليلة قبيل وفاته، بسبب إصابة في رجله، منعته من كثرة المشي. وكان شديد التواضع، كثير الشفقة على المساكين والفقراء. زاهداً في الدنيا ومتاعها، متقللا منها إلى الغاية، مع أنه من بيت يسار ولو شاء لسكن أفخم القصور، وركب أفره المراكيب.

## وفاته
وفي يوم وفاته، فجر يوم الأحد، التاسع من شهر رمضان سنة 1438 هـ، خرج من بيته بعد أن تسحَّر وأمسكَ، يسير إلى المسجد كعادته، قبيل الأذان، وعندما حاذى المسجد، وأراد أن يقطع الشارع (طريق مكة النازل)، إذا بسائق متهور كان يقود سيارته بسرعة كبيرة، ولم يتنبه لمرور الشيخ وقطعه الشارع، فكان ذلك الحادث الأليم، الذي أردى ذلك الشيخ الصالح، ولم يتحمل جسده النحيل تلك الصدمة القوية، فتُوفي. وكان قد صلى بالناس العشاء والتراويح كاملة في تلك الليلة. وكان المصلون قد سمعوه فيما مضى من الليالي يكرر عليهم حديث النبيِّ صلى الله عليه وسلم: «للصائم فرحتان، فرحة عند فطره، وفرحة عند لقاء ربه».
أقيمت صلاة الجنازة في مسجده، بعد صلاة العصر، وازدحم الناس للصلاة عليه، واكتظت بهم الشوارع والأماكن المحيطة بالمسجد، وتعطلت حركة المرور. وشيعت الجنازة وسار الناس بها على أكتافهم إلى مقبرة أمنا حواء، وأقيمَت صلاةٌ ثانية على الجنازة خارج المقبرة، ثم صلاةٌ ثالثة داخل المقبرة. لقد كان مشهد التشييع مهيباً، لم تشهد مدينة جدة له مثيلاً.

### أصداء نبأ وفاته
لم يكد خبر وفاة الشيخ يسري، إلا وانتشرت كتابات كثيرة بأقلام متنوعة، ممن عرفه ومن لم يعرفه، وخصوصاً بعد انتشار بعض الصور التي التقطت له في أواخر أيامه، وقد انحنى ظهره، ونحل عظمه، ودق جسمه، ويرى على تلك الهيئة ماشياً إلى المسجد، من غير قائد يقوده، أو مرافق يرافقه. فتأثر الناس كثيراً، وكانت عبرة لمن يعتبر بأحوال الصالحين. وتوافد الناس للعزاء من شتى الجهات، وتلقت أسرة الفقيد التعازي ممن حضر العزاء، كما اتصل بهم وعزاهم في فقيدهم الأمير خالد الفيصل، أمير منطقة مكة المكرمة، ومما قاله لابنه حسين في تعزيته: "إن والدكم ممن نعتز بهم، ونفتخر بأمثالهم". بل وأصر نائب أمير مكة، الأمير عبد الله بن بندر بن عبد العزيز، بنفسه على الحضور شخصياً، لأداء واجب العزاء.